# Huismes
Huismes är en kommun i departementet Indre-et-Loire i regionen Centre-Val de Loire i de centrala delarna av Frankrike. Kommunen ligger i kantonen Chinon som tillhör arrondissementet Chinon. År 2022 hade Huismes 1 446 invånare.

## Befolkningsutveckling
Antalet invånare i kommunen Huismes
Referens:INSEE